# Chatham (Michigan)
Chatham é uma vila localizada no estado americano de Michigan, no Condado de Alger.

## Demografia
Segundo o censo americano de 2000, a sua população era de 231 habitantes.
Em 2006, foi estimada uma população de 217, um decréscimo de 14 (-6.1%).

## Geografia
De acordo com o United States Census Bureau tem uma área de
6,8 km², dos quais 6,8 km² cobertos por terra e 0,0 km² cobertos por água. Chatham localiza-se a aproximadamente 282 m acima do nível do mar.

## Localidades na vizinhança
O diagrama seguinte representa as localidades num raio de 40 km ao redor de Chatham.